# 줄루 왕국
줄루 왕국(줄루어: KwaZulu), 때로는 줄루 제국은 남아프리카의 군주국이었다. 1810년대에 샤카 카센잔가코나는 경쟁 부족들을 통합하고, 남쪽의 투겔라강에서 북쪽의 퐁골라강까지 인도양 해안을 따라 넓게 펼쳐진 남아프리카 지역을 지배하는 큰 세력을 구축하는 상비군을 창설했다.
19세기 중반에 케취와요 캄판데와 음부야지 형제 간에 치열한 내전이 발발하여 1856년 은돈다쿠수카 전투로 절정에 달했다. 1879년, 대영 제국군은 줄루족의 땅을 침공하여 줄루 전쟁이 시작되었다. 1월 이산들와나 전투에서 줄루족이 초기에 승리했지만, 영국군은 재정비하여 7월 울룬디 전투에서 줄루족을 격파하며 전쟁을 끝냈다. 이 지역은 나탈 식민지에 편입되었고 나중에 남아프리카 연방의 일부가 되었다. 현재 줄루족의 왕은 미수줄루 싱코빌레이며, 그는 남아프리카 공화국 콰줄루나탈주의 군주를 맡고 있다.

## 역사

### 샤카의 통치 아래 성장

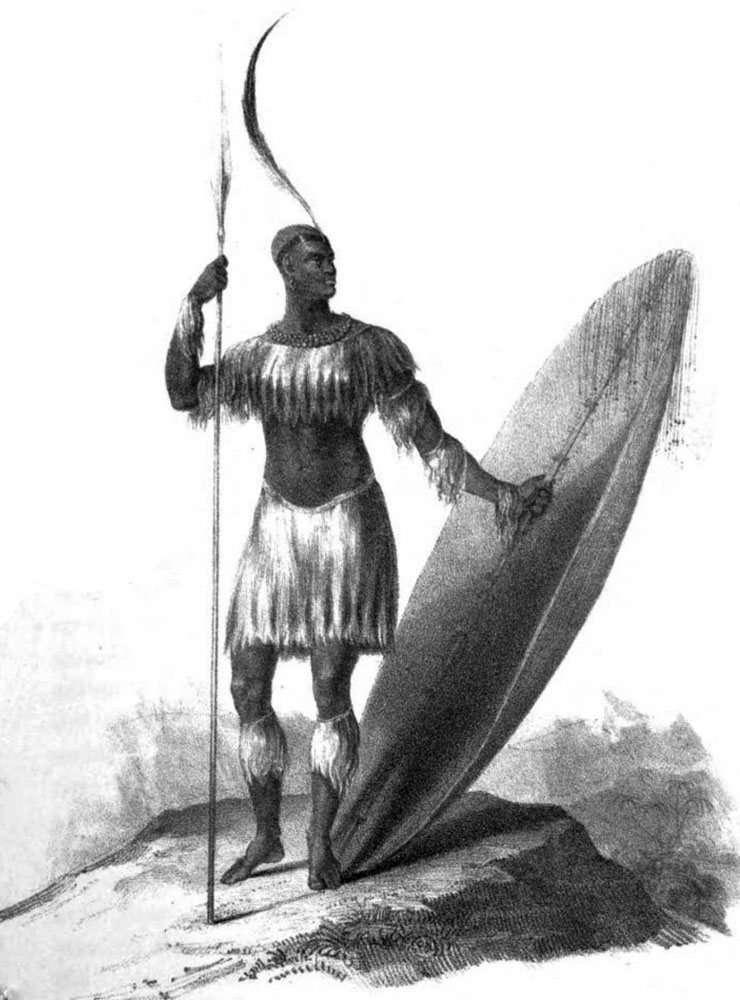
샤카 왕의 그림 (c. 1824)

샤카 카센잔가코나는 줄루 족장 센잔가코나의 사생아였다. 그는 c.1787년에 태어났다. 그와 그의 어머니 난디는 센잔가코나에 의해 추방당했고, 음테트와족에게서 피난처를 찾았다. 샤카는 음테트와 왕국의 지도자 딩이스와요 아래서 전사로 싸웠다. 센잔가코나가 죽자 딩이스와요는 샤카가 줄루족의 왕이 되는 것을 도왔다. 1816년경 즈위데가 딩이스와요를 죽인 후, 샤카는 음테트와 동맹 전체의 지도자가 되었다.
샤카의 부족은 처음에는 수천 명에 불과했지만, 주변 부족들을 흡수하면서 결국 45,000명으로 늘어났다. 그의 군사 개혁에는 새로운 전투 기술, 훈련, 엄격한 규율뿐만 아니라 길게 던지는 창을 더 효과적인 짧은 찌르는 창으로 대체하는 것이 포함되었다. 징집된 남성들은 나머지 줄루족 사회에서 분리되어 아마부토라고 불리는 조직화된 상비군으로 훈련받았다.
그의 지도 아래 동맹은 고클리 언덕 전투 (1818년)에서 즈위데의 첫 공격에서 살아남았다. 2년 안에 샤카는 음흘라투제강 전투 (1820년)에서 즈위데를 물리치고 응드완드웨 동맹을 해체했다. 이들 중 일부는 다른 응구니 부족과 씨족에 대한 살인적인 캠페인을 시작하여 디파카네 또는 음페카네로 알려진 대규모 부족 이동을 초래했다. 이는 줄루족을 피해 응드완드웨의 잔당들을 피해 도망친 부족들의 대규모 이주였다. 응고니족은 북쪽으로 탄자니아와 말라위까지 도망쳤다. 사망자 수는 만족스럽게 결정된 적이 없지만, 전체 지역은 거의 인구가 없게 되었다. 1822년까지 샤카는 퐁골라 강에서 투게라 강까지의 지역을 포함하여 약 80,000 제곱마일 (210,000 km2) 면적의 제국을 정복했다.
줄루족의 지류인 아마은데벨레족은 역사에 마타벨레족으로 더 잘 알려져 있으며, 그들의 왕 음질리카지 아래서 하이벨트의 상당 부분과 현대 짐바브웨를 포함하는 훨씬 더 큰 제국을 건설했다.

### 딩가네의 통치

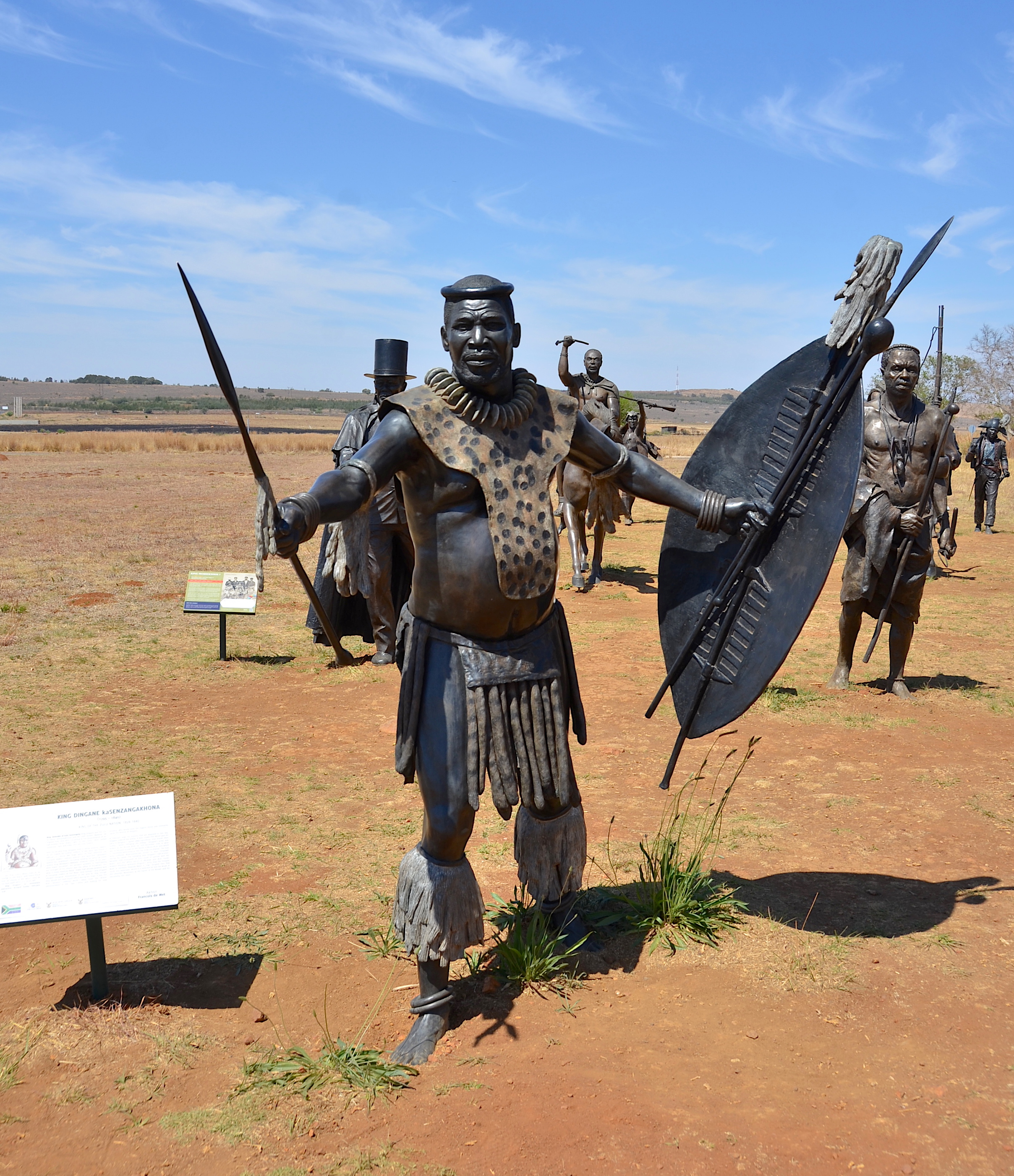
딩가네 왕

샤카의 뒤를 이어 이복형제인 딩가네가 1828년 또 다른 이복형제인 믈랑가나와 인두나 음보파와 공모하여 샤카를 살해했다. 이 암살 후, 딩가네는 믈랑가나를 살해하고 왕좌를 차지했다. 그의 첫 번째 왕실 조치 중 하나는 모든 왕실 친척을 처형하는 것이었다. 그 후 몇 년 동안 그는 자신의 지위를 확보하기 위해 샤카의 많은 과거 지지자들을 처형했다. 이러한 숙청의 예외는 또 다른 이복형제인 음판데였는데, 당시에는 위협이 될 만큼 약하다고 여겨졌다.

#### 부르인과의 충돌

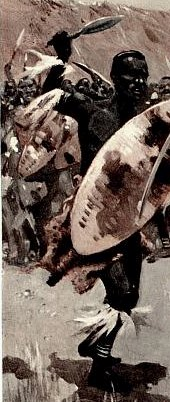
아세가이, 연령 등급 연대 시스템 및 포위 전술과 같은 군사 혁신은 줄루족이 남부 및 남동부 아프리카에서 가장 강력한 부족 중 하나가 되는 데 기여했다.

케이프 식민지에서 일부 네덜란드 정착민과 대영 제국 식민 당국 간의 긴장이 고조되면서 1836년 이후 보어인 (또한 푸르트레커라고도 함)의 북쪽으로의 대규모 이주가 시작되었는데, 이는 영국 통제로부터 독립된 자치적인 보어 국가를 건설하기 위함이었다. 보어 정착민들은 오렌지강을 건너 북쪽으로 이동하기 시작했다. 그들은 여행 중에 먼저 은데벨레 왕국과 충돌한 다음 딩가네의 줄루 왕국과 충돌했다. 1837년 10월, 푸르트레커 지도자 피트 레티프는 푸르트레커를 위한 토지 거래를 협상하기 위해 딩가네의 왕실 크랄을 방문했다. 11월에 약 1,000대의 푸르트레커 마차가 오라녜 자유국에서 현재 콰줄루나탈주로 드라켄즈버그산맥을 내려오기 시작했다.
딩가네는 레티프와 그의 일행에게 지역 족장이 훔쳐간 소를 보어인들에게 땅을 주는 조약의 일부로 되찾아 달라고 요청했다. 레티프와 그의 부하들은 1838년 2월 3일에 이를 이행했다. 다음 날 조약이 체결되었는데, 딩가네는 투겔라강 남쪽에서 음짐부부강까지의 모든 땅을 푸르트레커들에게 양도했다. 축하 행사가 이어졌다. 2월 6일, 축하 행사가 끝날 무렵, 레티프 일행은 춤에 초대되었고 무기를 놓고 오라고 요청받았다. 춤이 절정에 달했을 때, 딩가네는 벌떡 일어나 "밤바니 아바타카티!" (이시줄루로 "마법사를 잡으시오!")라고 외쳤다.
레티프와 그의 부하들은 제압되어 근처 콰마티와네 언덕으로 끌려가 처형되었다. 일부는 그들이 되찾은 소 중 일부를 숨겨서 살해되었다고 주장하지만, 이 거래는 푸르트레커를 제압하기 위한 음모였을 가능성이 크다. 딩가네의 군대는 그 후 근처에 진을 치고 있던 250명의 푸르트레커 남성, 여성, 아동 집단을 공격하여 학살했다. 이 학살이 일어난 장소는 오늘날 베이넨 (네덜란드어로 "울다")이라고 불린다. 남은 푸르트레커들은 새로운 지도자 안드리에스 프레토리우스를 선출했는데, 그는 1838년 12월 16일 피의 강 전투에서 프레토리우스가 이끄는 470명의 푸르트레커 정착민 집단을 15,000명의 줄루족 임피 (전사)가 공격했을 때 줄루족 부대와 딩가네로부터 푸르트레커의 위치를 성공적으로 방어했다.

### 음판데의 통치

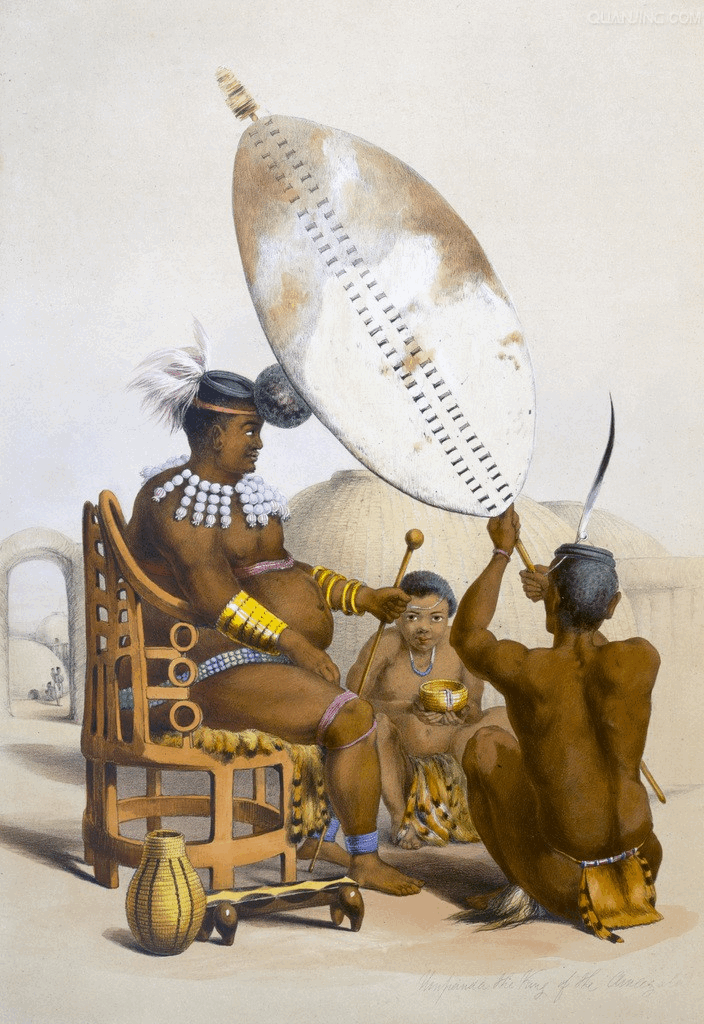
조지 프렌치 앙가스가 그린 음판데 왕의 그림

패배 후 딩가네는 왕궁에 불을 지르고 북쪽으로 도주했다. 딩가네의 숙청에서 살아남았던 이복형제 음판데는 17,000명의 추종자들과 함께 탈주하여 프레토리우스와 보어인들과 함께 딩가네와 전쟁을 벌였다. 딩가네는 현대 에스와티니 국경 근처에서 암살당했다. 음판데는 이후 줄루족의 통치권을 장악했다.
딩가네와의 전쟁 후, 1839년 프레토리우스 휘하의 보어인들은 투겔라강 남쪽과 영국인 정착지 포트 나탈(현재 더반) 서쪽에 보어인 공화국인 나탈리아를 세웠다. 음판데와 프레토리우스는 평화로운 관계를 유지했다. 그러나 1842년 영국과 보어인 사이에 전쟁이 발발하여 영국이 나탈리아를 합병하게 되었다. 음판데는 영국에 충성을 맹세하고 그들과 좋은 관계를 유지했다.
1843년, 음판데는 왕국 내에서 반대자로 여겨지는 사람들을 숙청하도록 명령했다. 이로 인해 수많은 사망자가 발생했으며, 수천 명의 난민이 인접 지역(영국이 통제하는 나탈 포함)으로 피난했다. 이 난민들 중 많은 수가 소와 함께 피난했다. 음판데는 주변 지역을 습격하기 시작했고, 1852년 에스와티니 침공으로 절정에 달했다. 그러나 영국은 그에게 철수하도록 압력을 가했고, 그는 곧 철수했다.

### 케취와요의 통치
이때 음판데의 두 아들 케취와요 캄판데와 음부야지 사이에 왕위 계승을 위한 전투가 벌어졌다. 이는 1856년 은돈다쿠수카 전투로 절정에 달했으며, 이 전투에서 음부야지는 사망했다. 케취와요는 그 후 아버지의 권위를 찬탈하기 시작했다. 음판데가 1872년에 노환으로 사망하자, 케취와요가 통치자가 되었다.

#### 영국의 정복

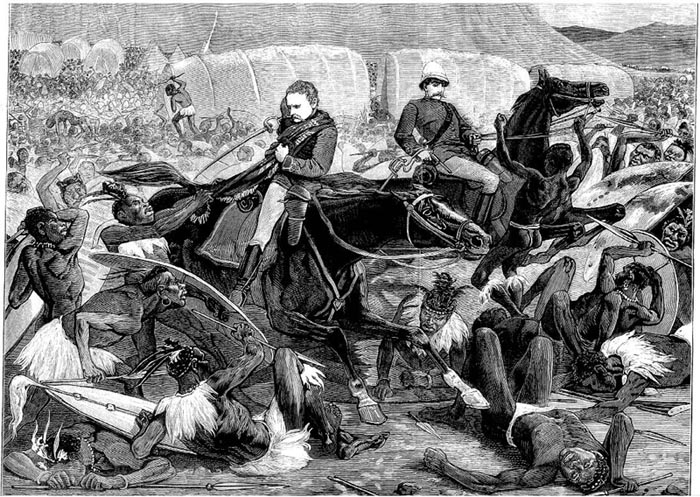
이산들와나 전투, 1879년

1878년 12월 11일, 줄루족과의 전쟁을 유도할 목적으로 헨리 바틀 프레어 경은 영국 정부의 승인 없이 독자적으로 줄루족 왕 케취와요에게 그가 도저히 따를 수 없는 최후 통첩을 제시했다. 그것은 줄루족 군대를 해산하고 줄루족이 영국인 거주자를 받아들이라는 것이었다. 영국군은 1878년 12월 말 투겔라강을 건넜다. 초기에 영국군은 1879년 1월 22일 이산들와나 전투에서 줄루족 군대가 하루 만에 1,000명 이상의 영국군 병사를 살해하는 대패를 당했다.
이산들와나에서의 줄루족 배치는 줄루 왕국을 수십 년 동안 성공적으로 이끌었던 잘 조직된 전술 시스템을 보여주었다. 이것은 영국군이 아프리카 원주민 전투 부대에 의해 겪은 최악의 패배였다. 이 패배는 전쟁 노력을 재조정하게 했고, 영국군은 수적으로 열세임에도 불구하고 작은 교전에서 승리하기 시작했으며 나중에는 더 큰 정식 전투에서도 승리했다. 이 전투는 줄루족의 수도인 울룬디 울룬디 공성전으로 절정에 달했으며, 그 결과 줄루 왕국은 패배했다.

#### 분열과 케취와요의 죽음

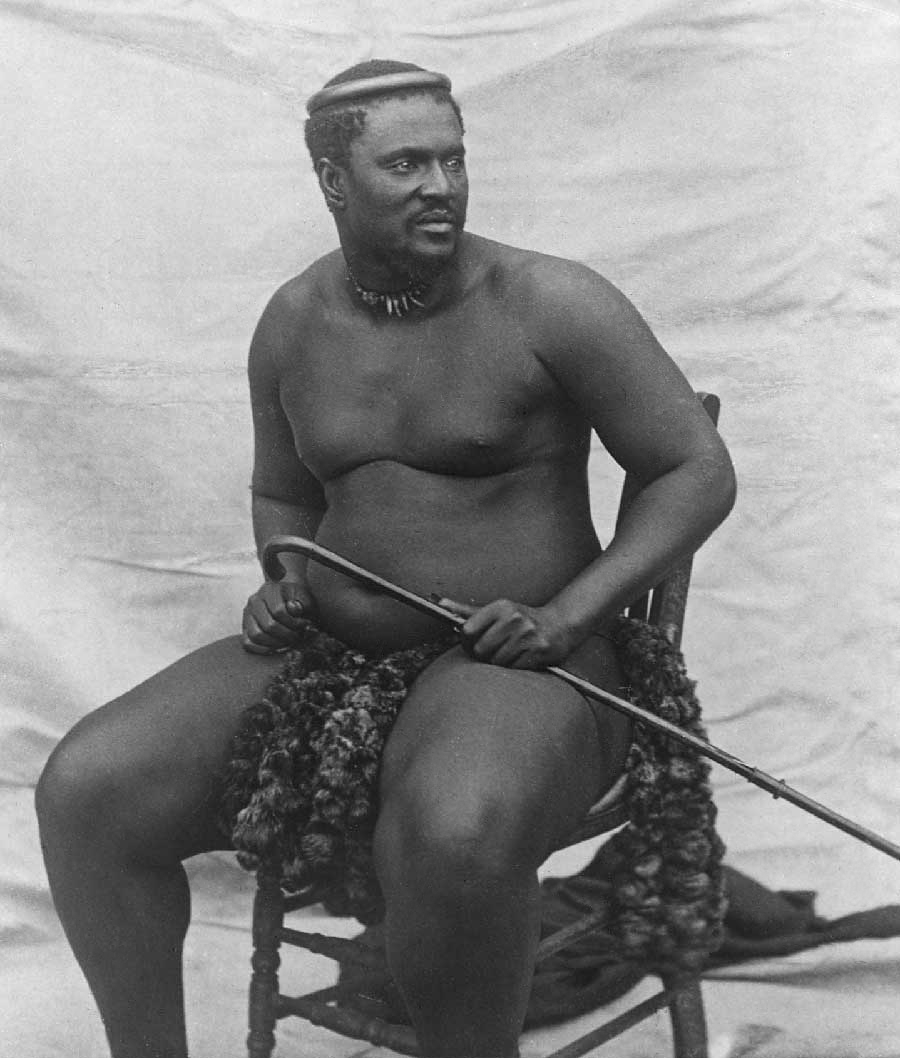
케취와요 왕 (c. 1875)

케취와요는 패배 한 달 후 붙잡혀 케이프타운으로 유배되었다. 영국은 줄루 왕국의 통치를 각기 다른 하위 왕국을 가진 13명의 "소왕"에게 넘겼다. 이들 하위 왕국들 사이에서 곧 갈등이 발생했고, 1882년 케취와요는 영국 방문이 허락되었다. 그는 빅토리아 여왕과 다른 유명 인사들을 접견한 후 줄루랜드로 돌아가 왕으로 복위할 수 있었다.
1883년, 케취와요는 원래 왕국보다 훨씬 축소된 완충 보호령의 왕으로 추대되었다. 그러나 그 해 말, 케취와요는 13명의 소왕 중 한 명인 지베브후에게 울룬디에서 공격을 받았다. 케취와요는 부상을 입고 도주했다. 케취와요는 1884년 2월에 사망했는데, 아마도 독살되었을 것이다. 그의 아들, 당시 15세였던 디누줄루가 왕위를 계승했다.
학자 로베르토 브레스키는 줄루랜드가 1884년부터 1897년까지 국기를 가졌다고 언급하지만, 이는 A.P. 버거스가 자신의 책에서 언급했듯이 순전히 추측이다. 이 국기는 금색, 녹색, 빨간색의 세 가지 동일한 너비의 수평 줄무늬로 구성되었다.

### 디누줄루의 통치와 망명

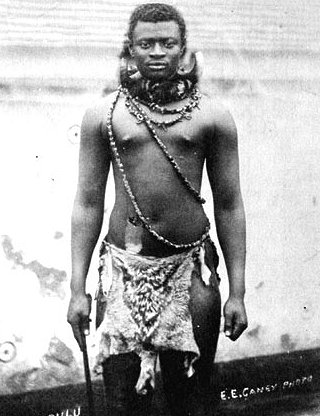
디누줄루 왕 (c. 1883)

디누줄루는 보어인들과 독자적인 협약을 맺고, 그들의 도움에 대한 대가로 땅을 약속했다. 보어인들은 루이 보타가 이끌었다. 디누줄루와 보어인들은 1884년에 지베브후를 물리쳤다. 그들은 줄루랜드의 약 절반을 농장으로 개인적으로 부여받았고, 독립적인 프레이헤이트 공화국을 형성했다. 이는 보어인들이 항구에 접근하는 것을 막고 싶었던 영국인들을 경악시켰다. 영국은 1887년에 줄루랜드를 합병했다. 디누줄루는 나중에 경쟁자들과의 갈등에 휘말렸다. 1906년에 디누줄루는 밤바타 반란의 배후에 있다는 비난을 받았다. 그는 영국에 의해 "대역죄와 공공 폭력" 혐의로 체포되어 재판을 받았다. 1909년에 그는 세인트헬레나 섬에서 10년형을 선고받았다. 남아프리카 연방이 형성되었을 때, 루이 보타는 초대 총리가 되었고, 그는 그의 오랜 동맹인 디누줄루가 남아프리카로 돌아와 트란스발의 한 농장에서 망명 생활을 하도록 주선했으며, 거기서 1913년에 사망했다.
디누줄루의 아들 솔로몬 카디누줄루는 남아프리카 당국에 의해 줄루족 왕으로 인정되지 않고 지역 족장으로만 인정되었지만, 그는 족장들, 존 두베와 같은 정치 지식인들, 그리고 일반 줄루족 사람들에게 점점 더 왕으로 여겨졌다. 1923년, 솔로몬은 자신의 왕실 주장을 홍보하기 위해 잉카타 야콰줄루(Inkatha YaKwaZulu) 조직을 설립했는데, 이 조직은 침체되었다가 1970년대에 콰줄루 반투스탄의 수석 장관인 망고수투 부텔레지에 의해 부활되었다. 1951년 12월, 솔로몬의 아들 시프리안 베쿠줄루 카솔로몬은 공식적으로 줄루족의 최고 족장으로 인정되었지만, 일반 줄루족 사람들에 대한 실질적인 권력은 협력하지 않을 경우 해임될 수 있는 지역 족장들을 통해 활동하는 남아프리카 정부 관리들에게 있었다.

## 최근 역사

### 콰줄루 반투스탄
콰줄루는 남아프리카 공화국의 반투스탄으로, 아파르트헤이트 정부가 줄루족을 위한 반자율적인 고향으로 의도했다. 수도는 1980년에 농고마에서 울룬디로 옮겨졌다.
이곳은 1994년 폐지될 때까지 줄루족 왕실의 족장이자 잉카타 자유당(IFP)의 당수였던 망고수투 부텔레지 추장이 이끌었다. 이곳은 주변 남아프리카 지방인 나탈주와 합쳐져 새로운 콰줄루나탈주를 형성했다.
콰줄루라는 이름은 대략 줄루족의 땅, 또는 더 공식적으로 줄루랜드를 의미한다.

### 현대 줄루랜드
줄루 왕국은 현재 남아프리카 공화국의 콰줄루나탈주 (줄루 왕국의 왕이 군주이다)의 일부이며, 이 주는 미수줄루 카 즈웰리티니 왕의 지도 아래 남아프리카 공화국 9개 주 중 하나이다. 이 영토의 대부분은 야생 동물 보호 구역으로 이루어져 있으며 주요 수입원은 관광에서 비롯된다. 이 지역은 사바나로 덮인 언덕으로 유명하다. 이곳에는 WWF의 검은코뿔소 재도입 프로젝트인 "검은코뿔소 서식지 확장 프로젝트"가 줄루랜드 코뿔소 보호 구역 (ZRR) 내에 있다. ZRR은 보존을 위해 울타리를 낮춘 15개의 개별 소유 농장으로 구성된 20,000 헥타르의 보호 구역이다. 줄루 왕실은 여전히 많은 중요한 의례적 의무를 수행한다.

## 같이 보기
- 임피 (군사)
- 줄루 전쟁

## 추가 자료
- Bryant, Alfred T. (1964). 《A History of the Zulu and Neighbouring Tribes》. Cape Town: C. Struik. 157쪽.
- Cana, Frank Richardson (1911). 〈Zululand〉. 《브리태니커 백과사전》 28 11판. 1050–1055쪽.
- Morris, Donald R. (1965). 《The Washing of the Spears: the Rise of the Zulu Nation》. New York: Simon and Schuster. 655쪽.
- Deflem, Mathieu. (1999). Warfare, Political Leadership, and State Formation: The Case of the Zulu Kingdom, 1808–1879. Ethnology 38(4):371–391.
- 나이트, 이언. (2010). Zulu Rising: The Epic Story of Isandlwana and Rorke's Drift, London: Macmillan. ISBN 978-1-405-09185-5